# Morovnik
Morovnik je nenaseljeni otočić u hrvatskom dijelu Jadranskog mora, smješten sjeverozapadno od Oliba.
Njegova površina iznosi 0,201 km². Dužina obalne crte iznosi 1,82 km.